# Широков Олександр Зосимович
Олекса́ндр Зо́симович Широ́ков (18 вересня 1905, місто Іваново, Російська Федерація — 6 листопада 1996) — український вчений, геолог, професор (з 1952), член-кореспондент Академії наук УРСР (з 1957). Депутат Верховної Ради УРСР 6-го скликання. Обирався заступником голови Верховної Ради УРСР 6-го скликання.

## Біографія
У 1930 році закінчив Дніпропетровський гірничий інститут. До 1941 року працював на Донбасі.
З 1946 року — у Дніпропетровському гірничому інституті (у 1948—1979 роках — завідувач кафедри, з 1979 року — професор). Основні праці Широкова присвячені питанням геології викопного вугілля та його поширення й якості в Україні і в європейській частині РРФСР.
Нагороджений орденом Трудового Червоного Прапора, медалями.